# Fotos (группа)
«Fotos» — немецкая рок-группа, основанная в 2006 году в Гамбурге и Кёльне.

## История
Как появился коллектив держится участниками группы в тайне, но известно, что в 2005 году они познакомились в институте театра и музыки Гамбурга. В 2006 году группа выпустила свой дебютный альбом под одноимённым названием «Fotos», а в 2008 был создан второй альбом с названием «Nach dem Goldrausch».
Летом 2007 года группа выступила на немецком фестивале Hurricane и Southside Festival, а также в австрийском FM4 Frequency Festival. Осенью 2008 года коллектив выступал в Душанбе при поддержке Гёте-Института и посольства ФРГ в Душанбе и Ташкенте. В феврале 2009 года группа «Fotos» представляла Нижнюю Саксонию на конкурсе песни Бундесвидение в Потсдам с песней «Du fehlst mir» и заняли 15 место.
В период зима 2009 — весна 2010 года группа была в акустическом туре по Германии и Австрии. С января группа совместно с продюсером Олафом Опалем записывает в Гамбурге и Бохуме новый альбом под названием «Porzellan», релиз которого состоялся 10 сентября 2010 года. «Porzellan» вышел на берлинском индии-лейбле «Snowhite». В октябре 2010 года группа гастролировала в Индии и выступила с концертами в Дели, Чандигарх, Мумбай, Бангалор, Ченнаи, Пуне и Калькутте. За свою историю группа при поддержке Гёте-Института объездила с концертами всю Европу, Китай и Центральную Азию. 25 мая 2013 года при поддержке Посла ФРГ в Молдове Маттиаса Мейера состоялся концерт группы в Тирасполе.

## Состав

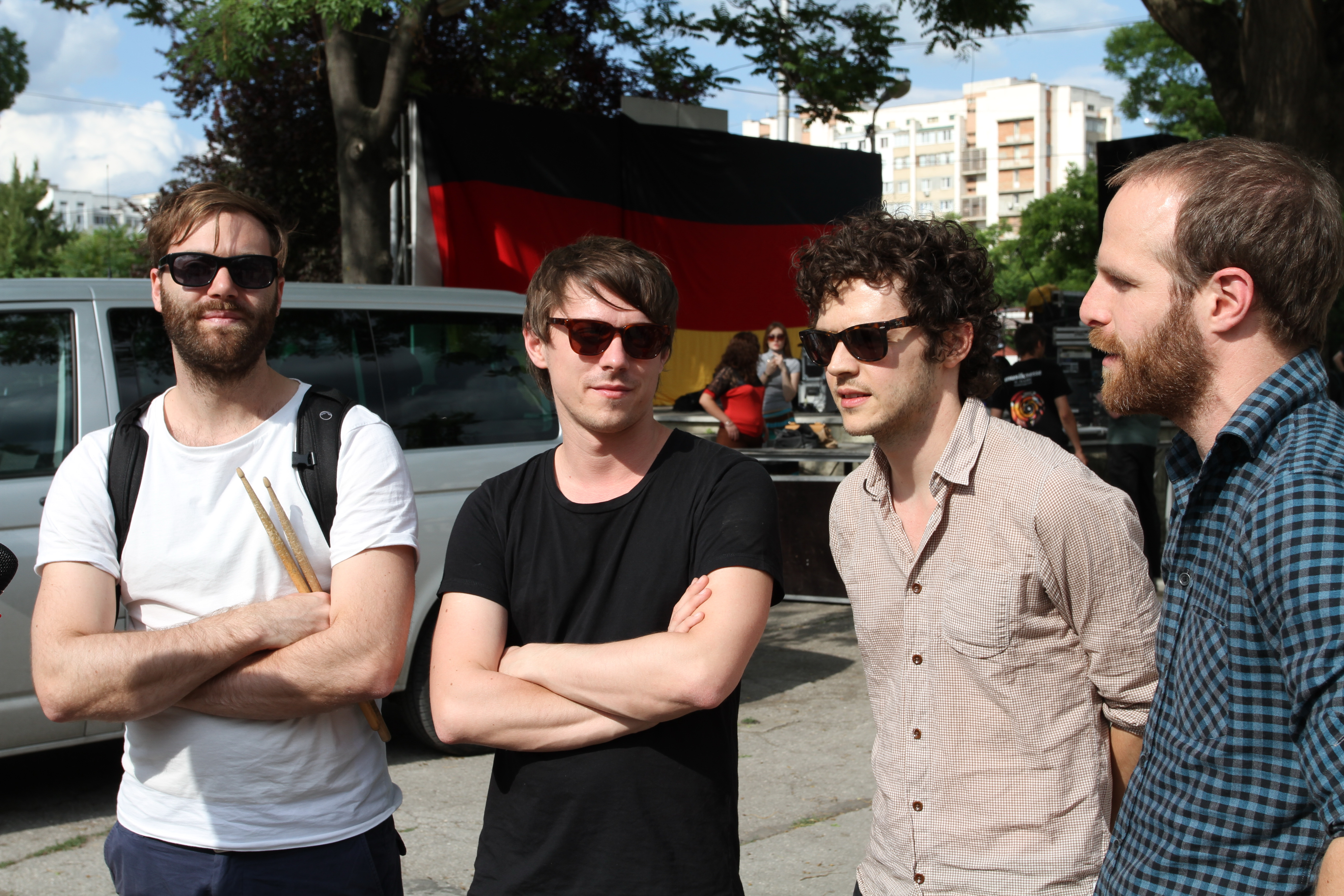
Перед концертом в Тирасполе

- Гитарист и вокалист — Томас Хесслер (нем. Thomas Hessler)
- Гитарист — Дениз Эрарслан (нем. Deniz Erarslan)
- Бас-гитарист — Фридер Вайсс (нем. Frieder Weiss)
- Барабанщик — Бенедикт Шнерманн (нем. Benedikt Schnermann)

## Дискография

### Альбомы
- 2006: Fotos («Фотос») (Labels (EMI))
- 2008: Nach dem Goldrausch («После золотой лихорадки») (Labels (EMI))
- 2010: Porzellan (Snowhite)

### Синглы
- 2006: Giganten

### Клипы
- Komm zurück (external link: youtube)
- Giganten (external link: youtube)
- Ich bin für dich da (external link: youtube)
- Nach dem Goldrausch (external link: youtube)
- Explodieren (external link: youtube)